# Gare de Castione-Arbedo
La gare de Castione-Arbedo est une gare ferroviaire située sur le territoire de la commune suisse d'Arbedo-Castione, dans le canton du Tessin.

## Situation ferroviaire
Établie à 240,8 mètres d'altitude, la gare de Castione-Arbedo est située au point kilométrique 147,27 de la ligne du Gothard.
Elle est dotée de trois voies et deux quais dont un central et un latéral. Un faisceau de voies en impasse est située à l'ouest de la gare et n'est accessible que depuis le nord.

## Histoire
La gare a été inaugurée en 1874 avec l'ouverture de la ligne de Biasca à Chiasso,,. L'ouverture du tunnel ferroviaire du Saint-Gothard en 1882 a transformé la ligne en axe ferroviaire reliant la Suisse alémanique au canton du Tessin.
Dans le passé, la gare était située sur le tracé du chemin de fer Bellinzone-Mesocco, ouverte le 6 mai 1907 de Bellinzone à Lostallo puis mise en service jusqu'à Mesocco le 31 juillet de la même année. Le 27 mai 1972, le trafic de voyageurs a cessé sur la ligne et la section de Bellinzone à Castione-Arbedo a été fermée tandis que le trafic de marchandises a continué sur le reste de la ligne. En 1995, la ligne a été remise en service entre Arbedo-Castione et Cama pour le trafic touristique. Elle fut définitivement mise hors service le 27 octobre 2013.

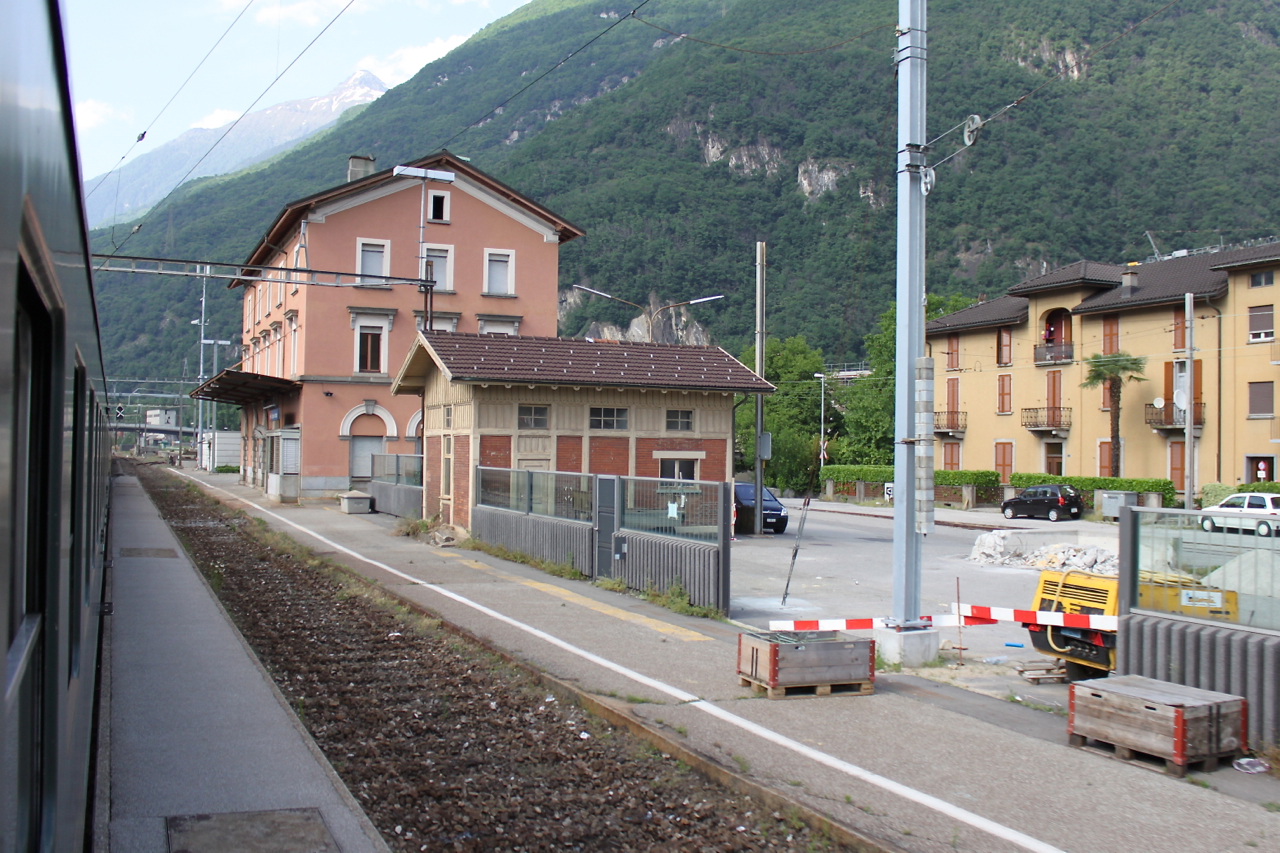
L'ancienne gare avant sa démolition.

L'ancienne gare a été démolie en 2009 au profit d'une nouvelle plus au sud. La nouvelle gare de Castione-Arbedo, dont les travaux de génie civil furent commencés en mai 2009, a été inaugurée le 10 décembre 2010, préfigurant un futur pôle d'échanges avec les autobus et le parc relais. À partir du changement d'horaire du 12 décembre 2010, la gare est devenue le terminus des lignes S10 et S20, assurant respectivement des relations vers Côme/Milan et Locarno. Ce nouveau terminus vise à soulager le trafic de la gare de Bellinzone de plusieurs retournements de trains par heure, elle qui était, jusqu'alors, le terminus de ces deux lignes. L'objectif, selon Roberto Tulipani, coordinateur régional des CFF au Tessin, est d'améliorer la chaîne de transports en commun entre le Val Mesolcina, Bellinzone et le sud du Tessin.

## Service des voyageurs

### Accueil
Gare des CFF, elle est dotée de distributeurs automatique de titres de transports. Un parking-relais de 200 places est présent à proximité de la gare.
La gare est partiellement accessible aux personnes à mobilité réduite.

### Desserte

#### Trains grandes lignes
La gare est desservie une fois par heure et par sens par le Südostbahn. Cette entreprise assure l'exploitation des trains InterRegio des lignes IR26 et 46, reliant respectivement Bâle et Zurich à Bellinzone et Locarno via la ligne historique du Gothard.
Lorsqu'un train de la ligne IR26 (respectivement IR46) circule, un train InterCity ou EuroCity roule au départ ou à destination de la gare centrale de Zurich (respectivement de la gare de Bâle) via le tunnel de base du Saint-Gothard. Ils sont en correspondance en gare d'Arth-Goldau afin de permettre de voyager toutes les heures depuis Bâle, Lucerne et Zurich vers le canton du Tessin par le tunnel de base du Saint-Gothard ou la ligne historique.
- 26 Bâle CFF – Olten – Lucerne – Arth-Goldau – Schwyz – Brunnen – Flüelen – Erstfeld – Göschenen – Airolo – Ambri-Piotta – Faido – Lavorgo – Bodio – Biasca – Castione-Arbedo – Bellinzone – Giubiasco – Cadenazzo – Tenero – Locarno
- 46 Gare centrale de Zurich – Zoug – Arth-Goldau – Erstfeld – Göschenen – Airolo – Ambri-Piotta – Faido – Lavorgo – Bodio – Biasca – Castione-Arbedo – Bellinzone – Giubiasco – Cadenazzo – Tenero – Locarno

#### RER Tessin
La gare de Castione-Arbedo fait également partie du réseau express régional tessinois, assurant des liaisons rapides à fréquence élevée dans l'ensemble du canton du Tessin. Elle est desservie toutes les demi-heures par les lignes S10 et S20 ainsi que toutes les heures par la ligne S50. Elle est la gare terminus de l'ensemble des trains de la ligne S20. Les trains de la ligne S50 circulent quant à eux toutes les heures couplés avec ceux de la S10 jusqu'à Mendrisio. Les trains de la ligne S10 circulent dans la demi-heure complémentaire et sont limités à Chiasso. Certains trains des lignes S10 et S50 sont exceptionnellement prolongés en Léventine jusqu'en gare d'Airolo.
- S10  (Airolo -) Biasca - Castione-Arbedo - Bellinzone - Giubiasco - Lugano - Mendrisio - Chiasso (- Côme San Giovanni)
- S20 Castione-Arbedo - Bellinzone - Giubiasco - Cadenazzo - Locarno
- S50  (Airolo -) Biasca - Castione-Arbedo - Bellinzone - Giubiasco - Lugano - Mendrisio - Varèse - Gallarte - Aéroport de Malpensa T1 - Aéroport de Malpensa T2 (circule chaque heure en coupe/accroche avec la ligne S10 en gare de Mendrisio)

### Intermodalité
La gare de Castione-Arbedo est en correspondance à l'arrêt Castione, Stazione avec plusieurs lignes urbaines d'autobus assurées par CarPostal, à savoir la ligne 201 (ou ligne 1 selon la numérotation locale) qui relie la gare à Bellinzone, Giubiasco et Camorino toutes les demi-heures et la ligne 208 (ou ligne 8 selon la numérotation locale), assurant le lien avec la commune de Claro toutes les heures.
À ces lignes s'ajoutent les relations interurbaines des lignes 214, reliant Belinzone à Mesocco ainsi que 221, desservant toutes les demi-heures les localités situées entre les gares de Biasca et Bellinzone en passant par la gare de Castione-Arbedo.
Enfin, l'arrêt Castione, Stazione est desservi les nuits du vendredi au samedi et du samedi au dimanche par la ligne nord du bus nocturne de Bellinzone (numérotée 271), exploitée par CarPostal,.